# Taumelbecher
Taumelbecher oder Taumelkelch (hebräisch כֹּוס הַתַּרְעֵלָה kôs hattar‘elāh, in der Luther-Übersetzung von 1545 auch Daumelkelch) bezeichnet in der Bibel einen Becher, der mit betäubendem Getränk gefüllt ist und der den Zorn Gottes bzw. das göttliche Gericht symbolisiert. Dieser Kelch ist das Gegenteil des Kelchs des Heils.
In Jesaja 51,17.22 wird Jerusalem bzw. den Bewohnern der Stadt der Kelch durch die Hand Gottes gereicht.
Jesus von Nazaret bittet kurz vor der Kreuzigung in seinem Gebet im Garten Getsemani Gott den Vater darum, dass dieser „diesen Kelch“ an ihm vorübergehen lassen möge (vgl. Mk 14,36  und Lk 22,42 ). In Verbindung mit der obigen Stelle bei Jesaja ist dies ein Hinweis auf die Rolle Jesu als selbst unschuldiges Opfer, das den Zorn des Vaters über die sündige Menschheit stellvertretend auf sich nimmt.
Dietrich Bonhoeffer umschreibt drei Monate vor seiner Hinrichtung den göttlichen „Taumelbecher“ in seinem Gedicht Von guten Mächten treu und still umgeben mit den Worten: 
Und reichst du (Gott) uns den schweren Kelch, den bittern
des Leids gefüllt bis an den höchsten Rand,
so nehmen wir ihn dankbar ohne Zittern
aus deiner guten und geliebten Hand.
Er schrieb dies in der Silvesternacht 1944/1945, während er sich in Haft durch die Gestapo befand.
Die heutige Redewendung „Möge dieser Kelch an mir vorübergehen“, mit der der Wunsch formuliert wird, dass eine drohende schwierige Situation nicht eintreffen möge, geht auf den Taumelkelch zurück.